# ハリー・レーマン
ハリー・レーマン（Harry Lehmann、1924年3月21日 - 1998年11月22日）はドイツの物理学者。

## 生涯
素粒子物理学の分野でレーマン、w:Kurt Symanzik（クルツ・シマンチク）、ヴォルフハルト・チンマーマンの頭文字をとったLSZ公式に名前が残っている。ドイツ電子シンクロトロン研究所(Deutsche Elektronen-Synchrotron:DESY)の設立と運営に貢献した。
ギュストロウに生まれた。第二次世界大戦中は北アフリカ戦線に送られ、1943年に捕虜になる。戦後、ベルリン大学などで学んだ後、西ドイツのゲッティンゲンのマックス・プランク研究所で働き、ハンブルク大学の教授となった。w:Willibald Jentschkeともにドイツ電子シンクロトロン研究所の設立を推進した。
場の量子論のパイオニアの一人で1950年代にLSZ公式を提案し、素粒子物理学分野で現在も広く用いられている。

## 受賞歴
- 1967年 ドイツ物理学会からマックス・プランク・メダル
- 1997年 ハイネマン賞数理物理学部門